# Islandia en los Juegos Paralímpicos de Londres 2012
Islandia estuvo representada en los Juegos Paralímpicos de Londres 2012 por cuatro deportistas, dos hombres y dos mujeres.

## Medallistas
El equipo paralímpico islandés obtuvo las siguientes medallas:
| Nombre                 | Deporte  | Evento                    |
| ---------------------- | -------- | ------------------------- |
| Oro                    |          |                           |
| Jón Margeir Sverrisson | Natación | 200 m libre S14 masculino |
| Plata                  |          |                           |
| —                      |          |                           |
| Bronce                 |          |                           |
| —                      |          |                           |